# Jean-Michel Baylet
Jean-Michel Baylet (ur. 17 listopada 1946 w Tuluzie) – francuski polityk, minister w kilku rządach, senator, przewodniczący partii radykalnej.

## Życiorys
Z wykształcenia prawnik, od początku lat 70. pracował jako dziennikarz, m.in. w gazecie „La Dépêche du Midi”. W 1977 został wybrany merem Valence, urząd ten sprawował przez kilka kadencji do 2001. Ponownie wybrany na tę funkcję w 2020.
Zaangażował się też w działalność polityczną w lewicowych radykałów. W latach 1983–1965 był przewodniczącym Ruchu Radykałów Lewicy, od 1996 do 2016 nieprzerwanie pełnił funkcję przewodniczącego Lewicowej Partii Radykalnej.
W latach 1978–1984 i ponownie w 1988 sprawował mandat deputowanego do Zgromadzenia Narodowego. W okresie 1986–1988 zasiadał w Senacie. Ponownie mandat senatora pełnił od 1995, w 2004 wybrany na kolejną kadencję. W 1985 został także przewodniczącym rady departamentu Tarn i Garonna, pełniąc tę funkcję do 2015 (pozostał później radnym departamentu). Mandatu senatora nie utrzymał w 2014. W 2011 wziął udział w zorganizowanych przez socjalistów prawyborach przed wyborami prezydenckimi. W pierwszej turze głosowania zajął szóste (ostatnie) miejsce z wynikiem 0,6% głosów.
Kilkakrotnie pełnił funkcje rządowe. Był sekretarzem stanu w rządach Laurenta Fabiusa (1984–1986) i Michela Rocarda (1988–1990). W latach 1990–1993 w gabinetach Michela Rocarda, Édith Cresson i Pierre’a Bérégovoy zajmował stanowisko ministra delegowanego ds. turystyki. W lutym 2016 objął urząd ministra planowania przestrzennego i obszarów wiejskich w gabinecie Manuela Vallsa. Pozostał na tej funkcji również w utworzonym w grudniu 2016 rządzie Bernarda Cazeneuve’a. Zakończył urzędowanie wraz z całym gabinetem w maju 2017.